# Erdei pinty
Az erdei pinty (Fringilla coelebs) a madarak osztályának verébalakúak (Passeriformes) rendjébe és a pintyfélék (Fringillidae) családjába tartozó faj.

## Rendszerezése
A fajt Carl von Linné svéd természettudós írta le 1758-ban.

## Alfajai
- coelebs alfajcsoport

- - Fringilla coelebs alexandrovi (Zarudny, 1916) – Irán északi része
  - Fringilla coelebs caucasica (Serebrovski, 1925) – a Balkán-félsziget, Görögország északi része, Törökország északi része, a Kaukázus középső és keleti része. valamint Irán északkeleti része
  - magányos erdei pinty (Fringilla coelebs coelebs) (Linnaeus, 1758) – Nyugat-Európától Szibéria keleti részéig
  - Fringilla coelebs balearica (von Jordans, 1923) – az Ibériai-félsziget és a Baleár-szigetek
  - brit erdei pinty (Fringilla coelebs gengleri) (O. Kleinschmidt, 1909) – Brit-szigetek
  - szardíniai pinty (Fringilla coelebs sarda) – Szardínia
  - korzikai pinty (Fringilla coelebs tyrrhenica) (Schiebel, 1910) – Korzika
  - krími pinty (Fringilla coelebs solomkoi) – Krím félsziget és a Kaukázus délnyugati része
  - Fringilla coelebs syriaca (J. M. Harrisson, 1945) – Ciprus, Törökország délkeleti része, Szíria, Izrael és Jordánia
  - kaszpi pinty (Fringilla coelebs transcaspica) (Zarudny, 1916) – a Kaszpi-tenger vidéke

- spondiogenys alfajcsoport

- - Fringilla coelebs africana (J. Levaillant, 1850) – Marokkó, Algéria, Tunézia északnyugati része és Líbia északkeleti része, mindenütt a Földközi-tenger menti parti sáv
  - afrikai pinty (Fringilla coelebs spodiogenys) (Bonaparte, 1841) - Tunézia keleti része és Líbia északnyugati része

- canariensis alfajcsoport

- - Fringilla coelebs canariensis (Vieillot, 1817) – a Kanári-szigetek középső szigetei közül Tenerife, Gran Canaria és La Gomera
  - Fringilla coelebs bakeri (Illera et al., 2018) – Gran Canaria
  - Madeira-pinty (Fringilla coelebs madeirensis) – Madeira
  - azori-szigeteki pinty (Fringilla coelebs moreleti) (Pucheran, 1859) – Azori-szigetek
  - hierro-szigeti pinty (Fringilla coelebs ombriosa) – El Hierro szigete
  - palmai pinty (Fringilla coelebs palmae) (Tristram, 1889) – La Palma

## Előfordulása
Európában, Észak-Afrikában és Nyugat-Ázsiában él. Erdőkben, ligetekben és gyümölcsösökben található. Fellelhető mindenütt, ahol legalább néhány fa koronája védelmet nyújthat számára.
Betelepítették Ausztrália, Új-Zéland, a Dél-afrikai Köztársaság,  Kanada és az Egyesült Államok területére.

### A Kárpát-medencei előfordulása
Magyarországon rendszeres fészkelő, az északkelet-európai állomány egy része itt tölti a telet, míg az itteni állomány a mediterrán térség nyugati részén telel.

## Megjelenése
Testhossza 14–16 centiméter, farka 63–68 mm, csüdje 17–19 mm. Szárnyfesztávolsága 24–29 centiméter, a hím testtömege 20-29 gramm, a tojó kisebb, 18-27 gramm közötti. Csőre 13–14 milliméteres.
Díszes, nagyon szépen éneklő madarunk; jókedvében pink-pink-nek hangzó hangokat, röptében pjü-pjü kiáltásokat hallat. A hím revirt jelző, ún. esőhívó hangja egyénileg nagyon eltérő. Változatos futamokból áll, amelyekben a szakemberek szigorú szabályokat mutattak ki.
A hím olyan, mintha kékesszürke sapkát viselne: a homloka koromfekete, fejteteje, nyakszirtje kékes palaszürke. Szeme környéke, pofája világos rozsdabarna, begye és melle vörhenyes. Dolmánya vörhenyesbarna, felső háta és farcsíkja élénk sárgazöld. A test alsó része borpiros. Szárnyán a színek csíkokban váltakoznak: a középső szárnyfedőtollak fehérek, a két szélső kormánytoll csaknem fehér, a többi szürke.
|  |  |  |

## Életmódja
Magokkal, gyümölcsökkel, hernyókkal, rovarokkal és pókokkal táplálkozik. Fiókái számára leginkább a földön gyűjt rovarokat; a magvakra főleg télen fanyalodik.

## Éneke
Viszonylag könnyen tartható. A szakemberek a madarakat strófáik, a „verésük” szerint osztályozzák; minden jellegzetes strófának megvan a maga neve. Az erdei pinty verése februárban kezdődik és júliusig tart – ezt januárban a beszéd, a „dichtolás” előzi meg.
A 19–20. század fordulóján komoly hagyományai voltak a pintyek énekversenyeinek. A jó verésű hímeket felhasználták a – szomszédos kalitkában nevelt – fiatalok tanítására, és nagy értékként becsülték meg őket. Manapság ezzel a módszerrel próbálnak elterjeszteni néhány, háttérbe szorult dallamot (amit már csak nagyon kevés hím énekel), és próbálkoznak egyes, kihalt dallamok újratanításával is – az erdei pinty öröklött hangutánzó képessége ugyanis jelentős, de csak a sajátos faji énekéhez illeszkedő dallamokat tanulja el.

## Szaporodása
Lomb- és tűlevelű erdőkben, ártéri ligeterdőkben, parkokban, gyümölcsösökben, erdősávokban, fasorokban fészkel. Évente 2-3-szor költ, és ilyenkor 12–13 napig kotlik – egyszerre 4–6 tojáson. A barnásvörös rajzolatú tojás alapszíne kékesszürke. Fészkét előszeretettel álcázza zuzmóval vagy pókhálóval. Az első fészekalj áprilisban, az utolsó június végén röpül ki.

## Természetvédelmi helyzete
Az elterjedési területe rendkívül nagy, egyedszáma pedig növekszik. A Természetvédelmi Világszövetség Vörös listáján nem fenyegetett fajként szerepel. Magyarországon védettséget élvez, természetvédelmi értéke 25 000 forint, az állománya mérsékelten növekszik.

## Képek

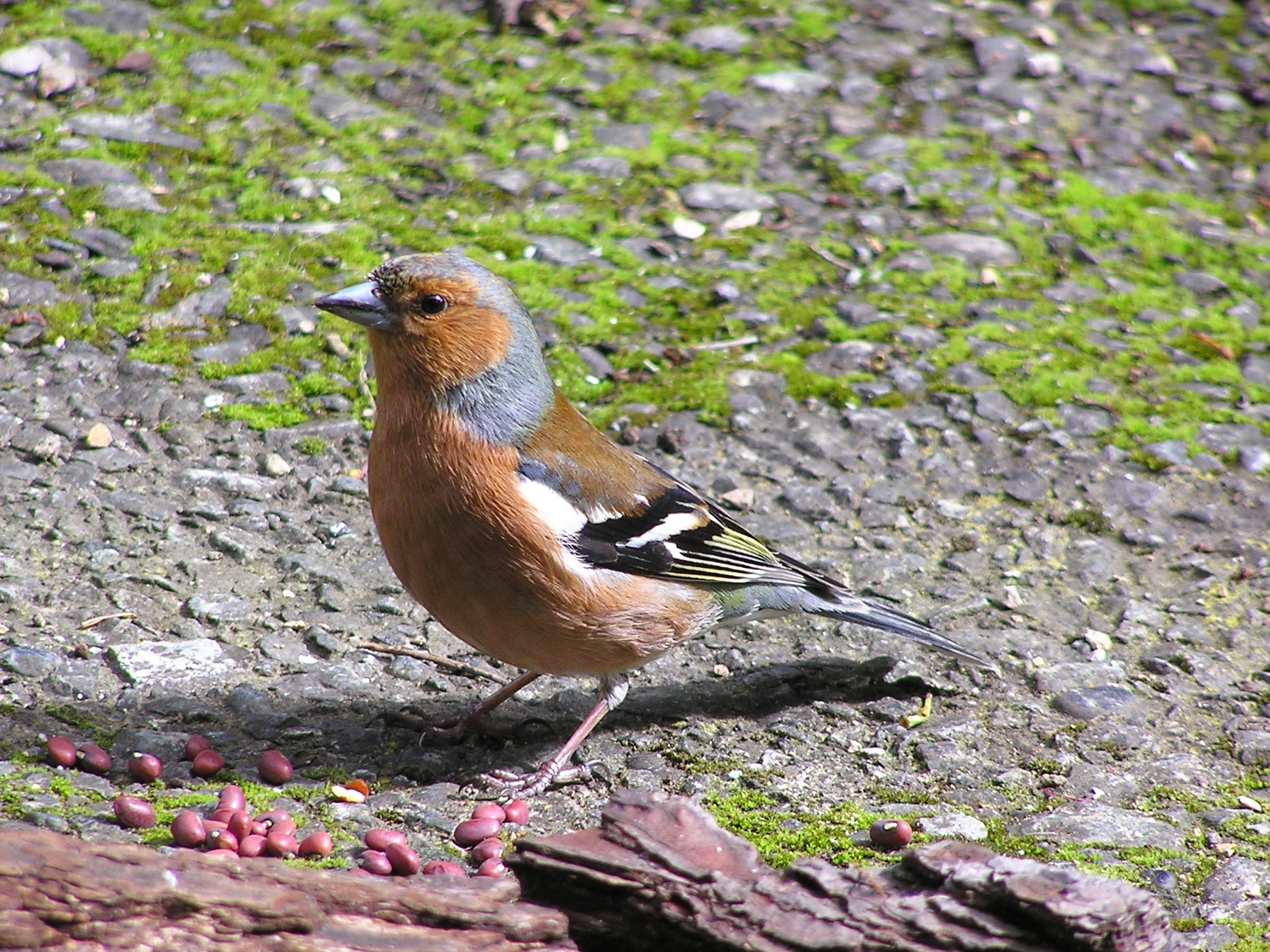
Hím
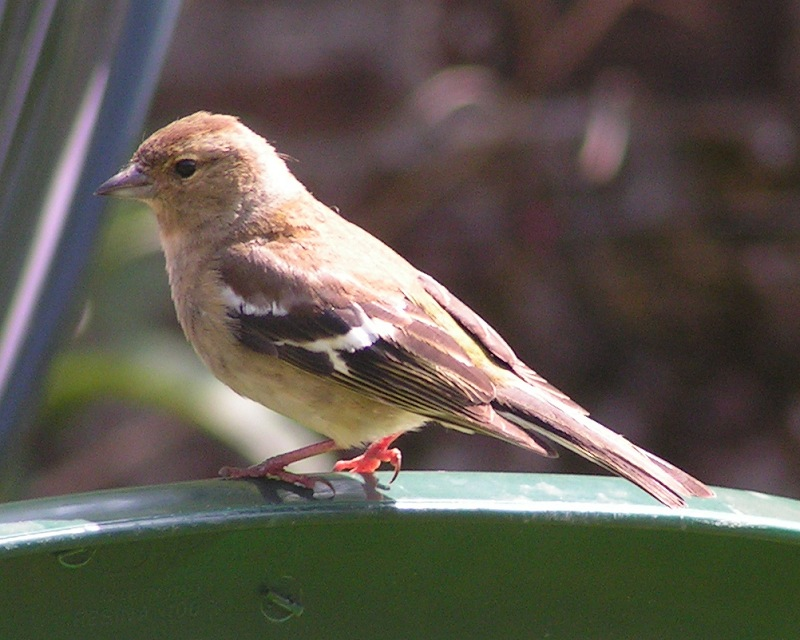
Tojó
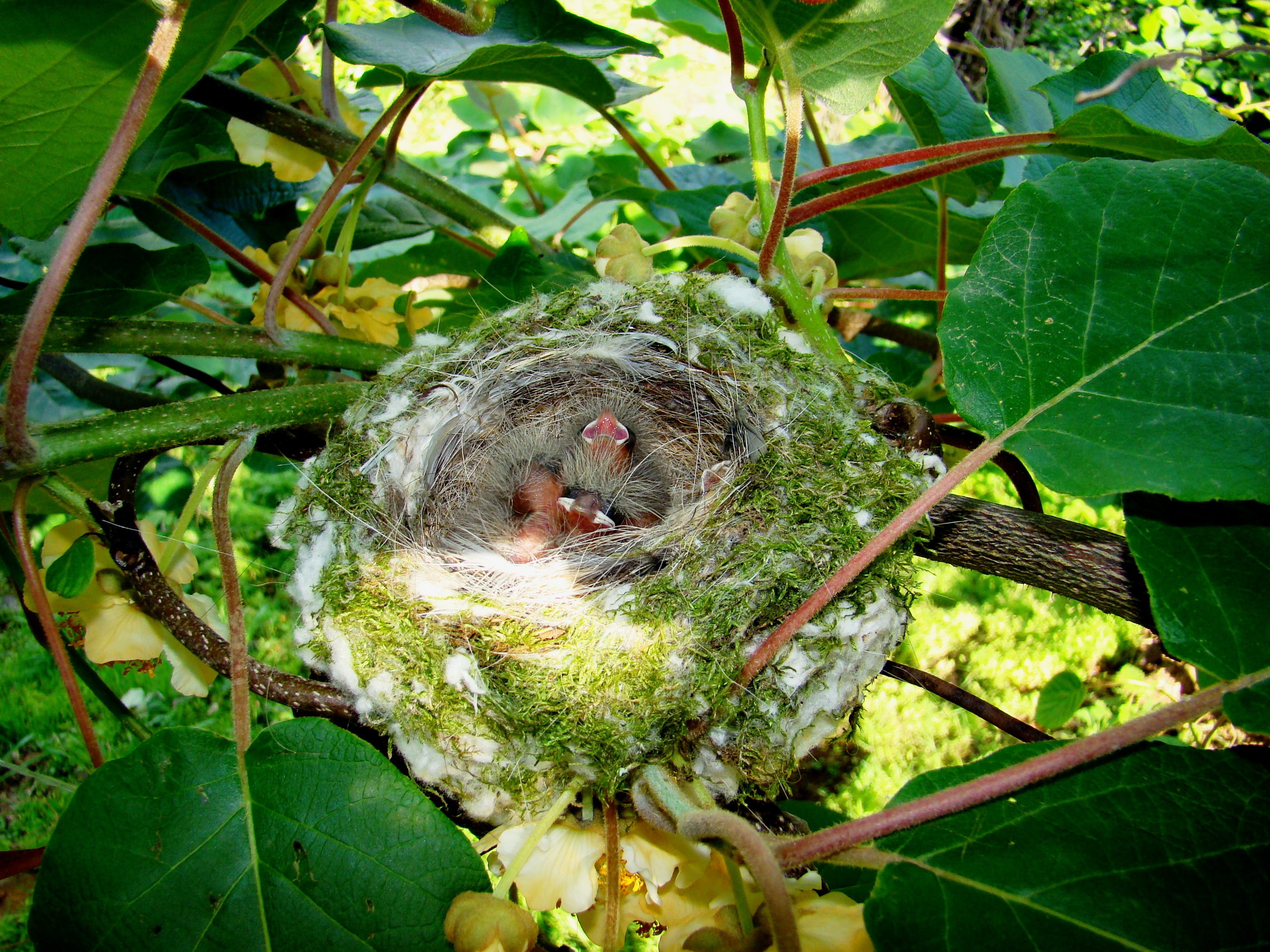
Fészek fiókákkal
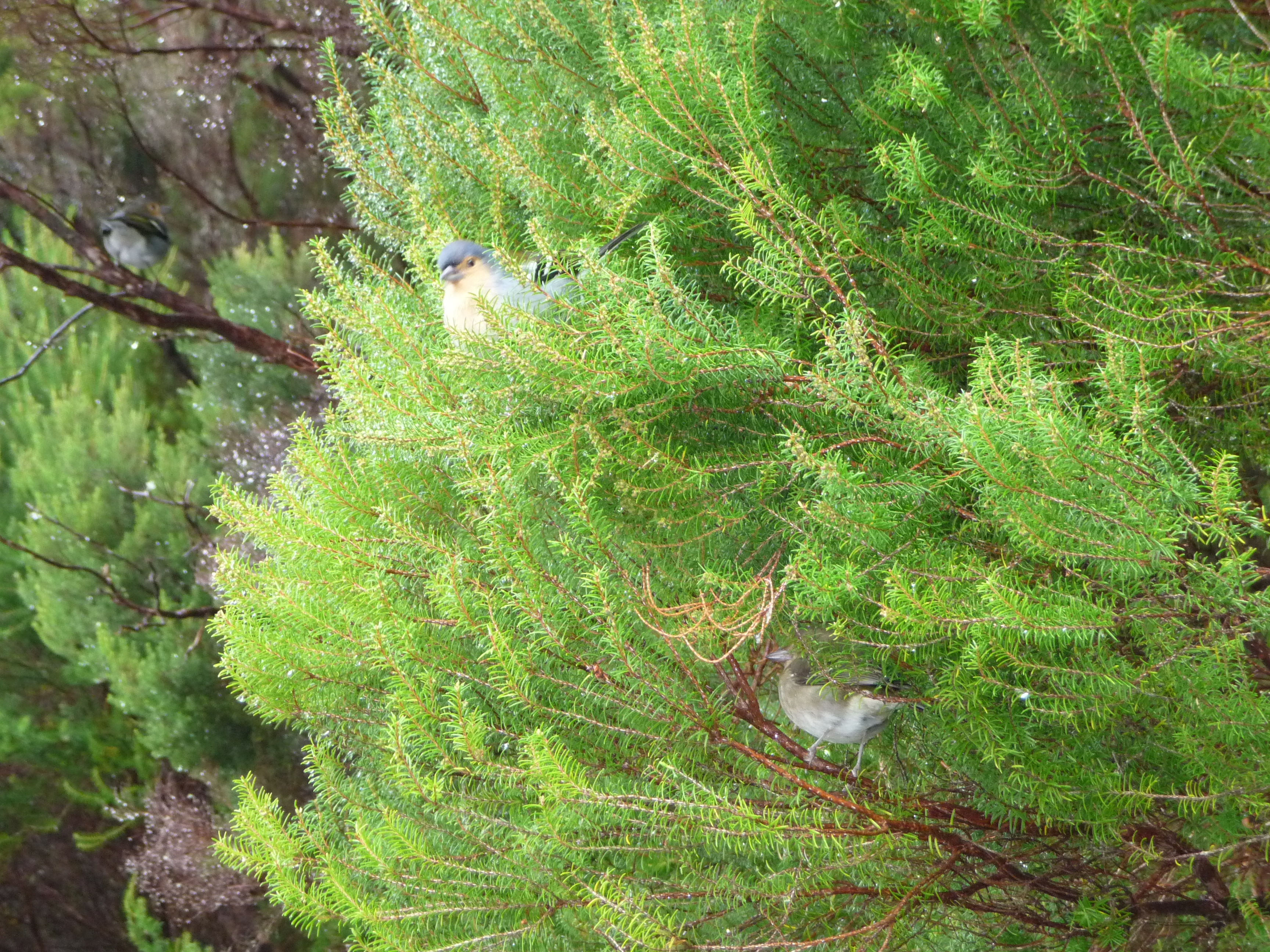
Madeira-pintypár cserjés hangán (Erica arborea)
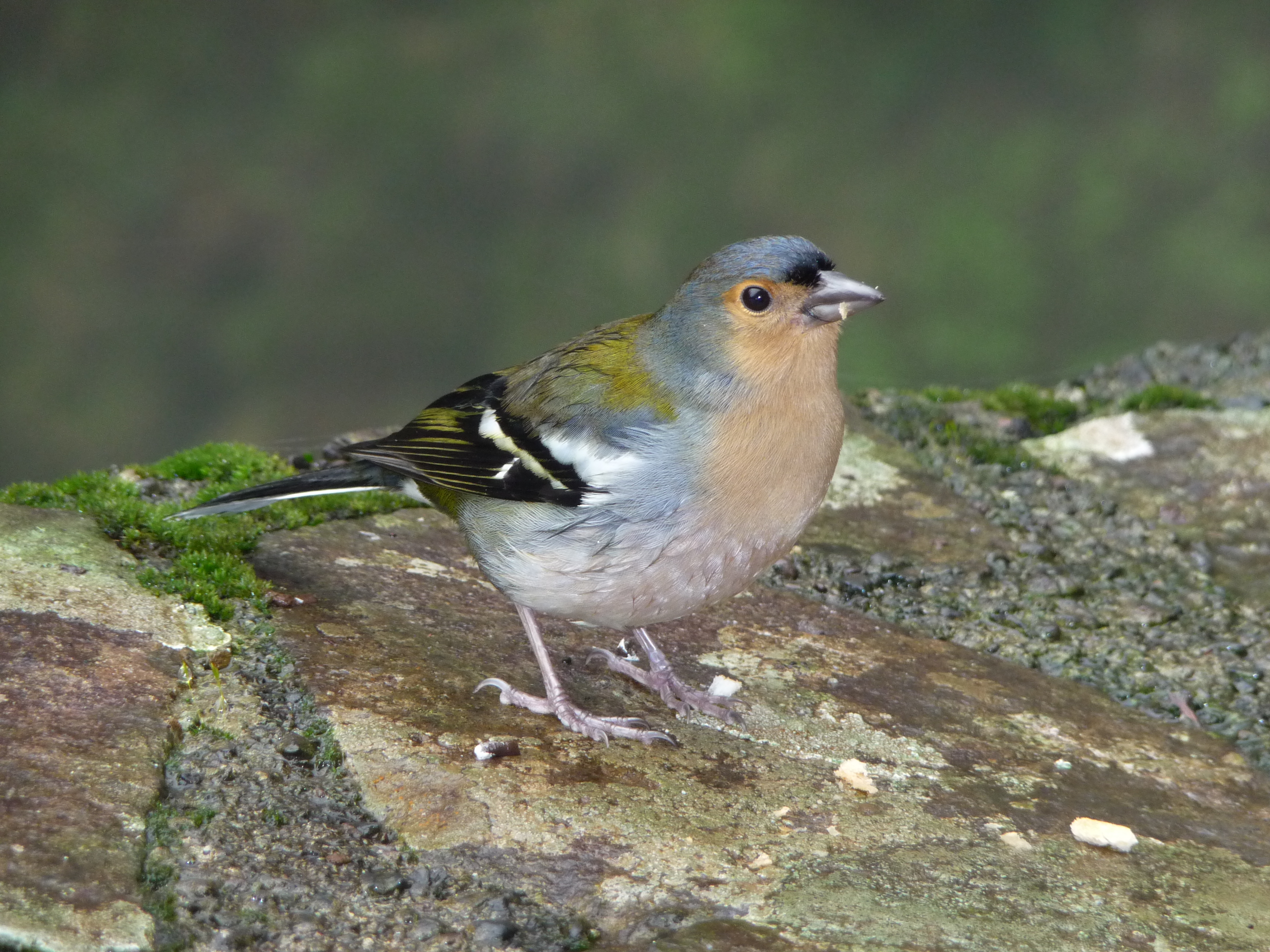
Hím Madeira-pinty
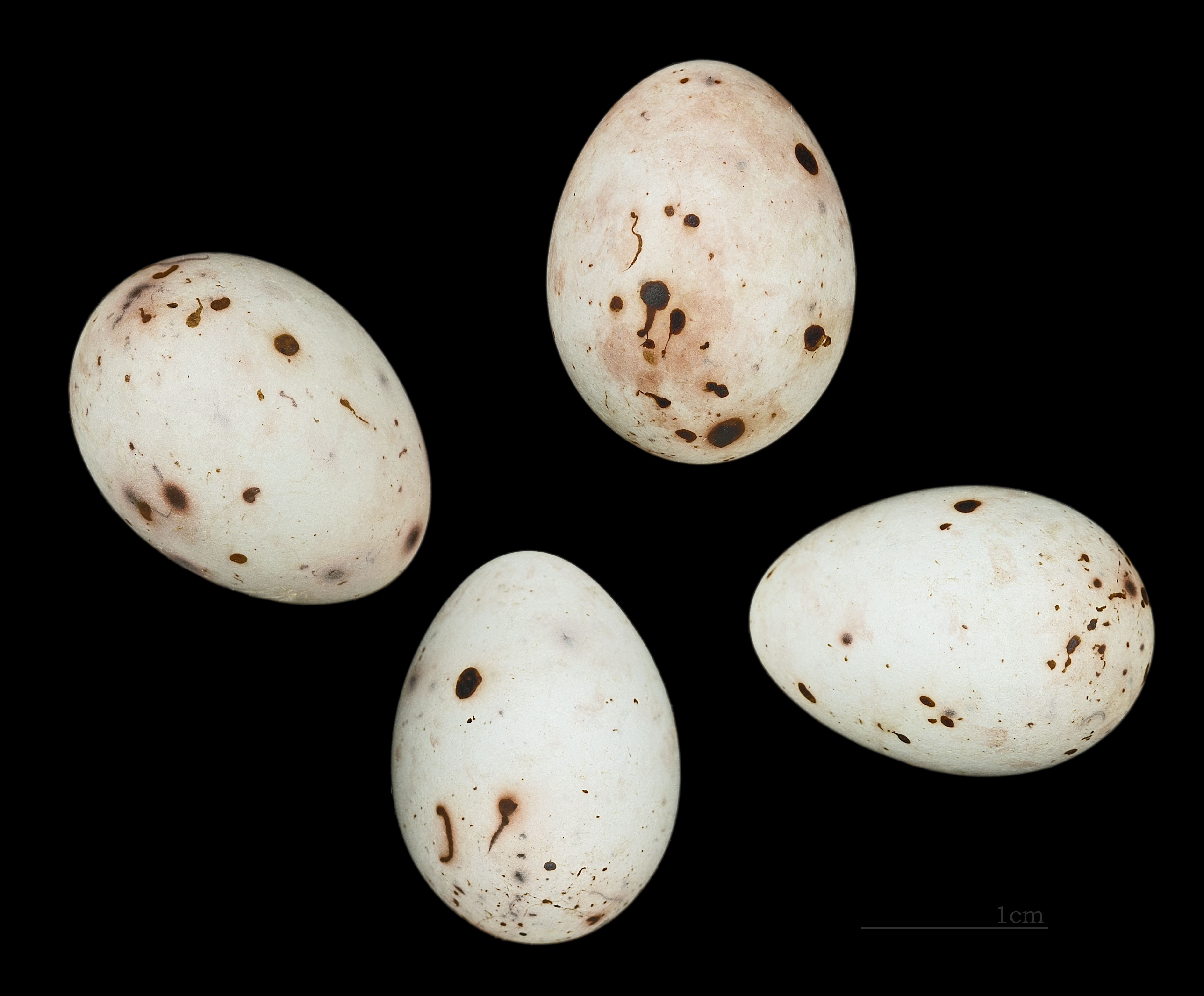
Fringilla coelebs